# Frits Clausen

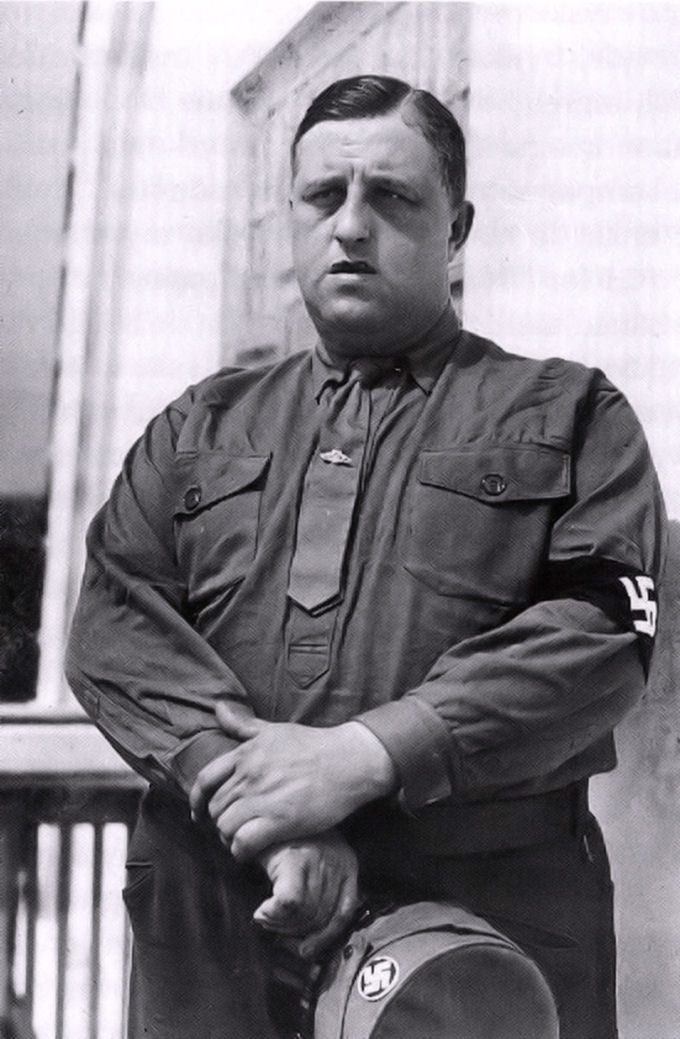
Frits Clausen

Frits Clausen (Aabenraa, 12 november 1893 – Kopenhagen, 5 december 1947) was een Deense nationaalsocialistisch politicus en de leider van de Danmarks Nationalsocialistiske Arbejderparti (DNSAP) tijdens de Tweede Wereldoorlog.

## Levensloop
Clausen werd geboren in Aabenraa (Duits: Apenrade), dat sinds 1864 onderdeel was van Pruisen. Tijdens de Eerste Wereldoorlog trad Clausen in dienst van het Duitse leger. Na de oorlog, in 1918 nog, vertrok Clausen naar Kopenhagen. Aldaar studeerde hij geneeskunde en na het behalen van zijn doctoraat, keerde hij in 1924 terug nabij zijn geboorteplaats om aan de slag te gaan als huisarts in het dorp Bovrup. Het gebied rondom Aabenraa was in 1920 middels een stemming overigens bij Denemarken gevoegd.
Clausen werd in de jaren hierna politiek gezien steeds actiever. Hij pleitte veelvuldig voor een terugkeer bij Duitsland en uiteindelijk werd hij lid van de Det Konservative Folkeparti. Lang bleef hij overigens niet lid. In 1931 trad hij toe tot een nieuwe partij, genaamd  Danmarks Nationalsocialistiske Arbejderparti (DNSAP). Clausen klom binnen twee jaar op tot partijleider, een functie die hij  tot 1944 vervulde. 
Onder leiding van Clausen liet de partij vooral in nationalistische zin van zich horen en zinspeelde zij op nauwere banden met het Duitsland van Adolf Hitler. De politiek die Clausen voerde, was verre van populair. Sterker nog, het overgrote deel van de steun die hij ontving, was afkomstig van de Duitse minderheid in het zuiden van Jutland. Op haar hoogtepunt had de partij ongeveer twintigduizend leden en evenzoveel sympathisanten. De verkiezingen van 1939 verliepen echter dramatisch: de DNSAP verkreeg slechts drie zetels in het parlement. In het voorjaar van 1940 werd Denemarken door de Duitsers tijdens operatie Weserübung onder de voet gelopen. Het land capituleerde binnen één dag. Clausen reageerde positief op de Duitse bezetters. Zij waren het ook die probeerden Clausen en leden van zijn partij een belangrijke rol in de regering van Denemarken te geven, maar koning Christiaan X weigerde dit. De Duitsers drongen niet te veel aan, want ze wilden het Deense volk niet te veel tegen zich krijgen. Ze hadden in 1940 en 1942 wel plannen om Clausen aan de macht te brengen, maar deze werden nimmer uitgevoerd. Mede daarom behield Denemarken relatief veel vrijheid tijdens de Duitse bezetting. De Duitsers hoopten dat Clausen in de verkiezingen van 1943 legaal de macht zou grijpen, maar de partij deed het wederom dramatisch met slechts drie zetels. 
Met het falen van de partij tijdens de verkiezingen in 1943, besloot Clausen zich aan te melden als arts bij de Waffen-SS. Hij bleef officieel de leider van de DNSAP, terwijl hij dienstdeed aan het oostfront. Hij raakte verslaafd aan alcohol en werd nadien opgenomen in een kliniek in Würzburg. In het voorjaar van 1944 keerde Clausen echter terug naar Denemarken, waar hij op 5 mei 1944 werd gedwongen het voorzitterschap op te geven. Hiermee kwam zijn politieke carrière ten einde.
Een jaar later, na de overgave van de Duitse troepen op 5 mei 1945, werd Clausen gevangengenomen en naar het kamp Polizeigefangenenlager Fröslee gebracht. Dit deed nu dienst als een krijgsgevangenenkamp. Clausen werd officieel aangeklaagd, maar nog voor er uitspraak was in zijn zaak stierf hij in de gevangenis aan een hartaanval.
- Bibsys: 3032878
- Bibliothèque nationale de France: cb145809310 (data)
- Gemeinsame Normdatei: 129078085
- International Standard Name Identifier: 0000 0000 6151 564X
- Library of Congress Control Number: no2005014734
- Nationale Bibliotheek van Tsjechië: jx20080428003
- Nederlandse Thesaurus van Auteursnamen: 132886421
- LIBRIS: 242313
- Système universitaire de documentation: 12304538X
- Virtual International Authority File: 23208902
- WorldCat: E39PBJcgykBttPYXqdkr33bTpP